# Liên Sơn, Lương Sơn
Liên Sơn là một xã thuộc huyện Lương Sơn, tỉnh Hòa Bình, Việt Nam.

## Địa lý
Xã Liên Sơn nằm ở phía đông nam huyện Lương Sơn, có vị trí địa lý:
- Phía đông và phía bắc giáp thành phố Hà Nội
- Phía tây giáp thành phố Hà Nội và xã Cao Sơn
- Phía nam giáp huyện Kim Bôi và xã Cao Dương.

Xã Liên Sơn có diện tích 58,62 km², dân số năm 2018 là 15.404 người, mật độ dân số đạt 263 người/km².

## Lịch sử
Ngày 10 tháng 11 năm 1956, Ủy ban kháng chiến hành chính Liên khu 3 ban hành quyết định chia xã Liên Sơn thành 4 xã: Liên Sơn, Thành Lập, Tiến Sơn, Trung Sơn.
Đến năm 2018, xã Liên Sơn có diện tích 12,96 km², dân số là 4.250 người, mật độ dân số đạt 328 người/km², gồm 8 xóm: Nước Lạnh, Liên Khuê, Gò Mè, Liên Hợp (đổi tên từ Hốc Mã), Đá Bạc, Đồn Vận, Đất Đỏ, 23/9. Xã Thành Lập có diện tích 9,50 km², dân số là 3.889 người, mật độ dân số đạt 409 người/km². Xã Tiến Sơn có diện tích 27,67 km², dân số là 4.025 người, mật độ dân số đạt 145 người/km². Xã Trung Sơn có diện tích 12,91 km², dân số là 4.748 người, mật độ dân số đạt 368 người/km².
Ngày 17 tháng 12 năm 2019, Ủy ban Thường vụ Quốc hội ban hành Nghị quyết số 830/NQ-UBTVQH14 về việc sắp xếp các đơn vị hành chính cấp huyện, cấp xã thuộc tỉnh Hòa Bình (nghị quyết có hiệu lực từ ngày 1 tháng 1 năm 2020). Theo đó, điều chỉnh 4,42 km² diện tích tự nhiên và 1.508 người của xã Liên Sơn (gồm 3 xóm: Nước Lạnh, Liên Khuê, Gò Mè) vào xã Cư Yên và sáp nhập toàn bộ diện tích và dân số của 3 xã: Thành Lập, Tiến Sơn, Trung Sơn trở lại xã Liên Sơn.
Sau khi điều chỉnh, xã Liên Sơn có diện tích 58,62 km², dân số là 15.404 người.